# حسن نجمي
حسن نجمي (1960، ابن أحمد، إقليم سطات) شاعر ومؤلف وصحفي مغربي، رئيس اتحاد كتاب المغرب بين  عامي 1998 و 2005 ورئيس سابق لبيت الشعر في المغرب، فائز بجائزة ابن عربي الدولية للأدب العربي لسنة 2025، يشغل حاليًا منصب مدير هيئة الكتاب والمطبوعات بوزارة الثقافة.

## حياته
تابع دراسته بمدينة سطات والدارالبيضاء. في بداية الثمانينات التحق حسن نجمي بـ جامعة محمد الخامس ليتابع دراسته في الآداب. وحصل على الإجازة ودبلوم الدراسات العليا في شعرية الفضاء. له دكتوراه الدولة في الشعر الشفوي.
اشتغل منذ منتصف الثمانينات بالصحافة. وقد انتخب رئيسا لاتحاد كتاب المغرب من 1998 إلى 2005

### نشاطه الثقافي
انخرط في اتحاد كتاب المغرب في يوليوز 1981، وانتخب عضوا في مكتبها المركزي في مؤتمرها العاشر بالرباط سنة 1992. وفي سنة 1998 انتخب رئيسا لاتحاد كتاب المغرب في المؤتمر الرابع عشر
أسس بيت الشعر في المغرب، إلى جانب مجموعة من الشعراء المغاربة (دجنبر 1995) وانتخب نائبا لرئيس البيت وناطقا باسمه.
شغل منصب رئيس تحرير سابق لمجلة «الرائد»، ورئيس تحرير سابق لصحيفة «النشرة»، كما شغل منصب المدير المسؤول لمجلة «آفاق» (مجلة اتحاد كتاب المغرب) حاليا.
انتخب مرتين عضوا في المكتب المركزي لمنظمة الشبيبة الاتحادية (المؤتمر الوطني الثالث بفاس، مارس 1987، المؤتمر الوطني الرابع بالدار البيضاء، دجنبر 1991)
مارس نشاطا إعلاميا وصحافيا بصحيفة «الاتحاد الاشتراكي» منذ يوليوز 1984 (محرر صحفي منذ 1984، ثم مدير لمكتب الصحيفة بالرباط منذ 1999)
انتخب مرتين عضوا في المكتب المركزي لجمعية المواهب والتربية الاجتماعية (A.V.E.S)
عمل أستاذا بمعهد الإعلام والتكوين الصحفي الخاص بالدار البيضاء
يحاضر عادة في قضايا الإبداع الشعري والتشكيلي في المغرب والعالم العربي، الخطاب الثقافي، المسألة الإعلامية، قضايا الديموقراطية وحقوق الإنسان، قضايا واهتمامات الشباب الفكرية والسياسية.

## مؤلفاته
صدرت له عدة أعمال أدبية ونقدية، منها:
- لك الإمارة أيتها الخزامى (شعر، البيبضاء 1982)
- سقط سهوا (شعر، البيضاء، 1990)
- الرياح البنية (شعر، الرباط 1993 – باشتراك مع الفنان محمد القاسمي)
- حياة صغيرة (شعر، البيضاء 1995)
- الحجاب (رواية، البيضاتء 1996)
- الناس والسلطة (مقالات، طنجة 1997)
- مسار فكر (حوار – سيرة ذاتية مع المهدي المنجرة، مراكش 1997 – باشتراك مع محمد بهجاجي)
- الكلام المباح (حوار – سيرة ذاتية مع أحمد فؤاد نجم الدار البيضاء 1987)
- الشاعر والتجربة (نصوص نقدية، البيضاء 1999)
- شعرية الفضاء (دراسة نقدية، بيروت 2000)
- شعرية الأنقاض : يوميات الحرب على العراق -2004
- على انفراد - شعر - دار النهضة العربية -2007
- جيرترود - رواية- المركز الثقافي العربي - 2011
- غناء العيطة: الشعر الشفوي والموسيقى التقليدية -2007
- أذى كالحب:  دار توبقال 2014